# Dendrosotinus albopilosus
Dendrosotinus albopilosus är en stekelart som först beskrevs av Granger 1949.  Dendrosotinus albopilosus ingår i släktet Dendrosotinus och familjen bracksteklar. Inga underarter finns listade i Catalogue of Life.